# 陈炳富
陈炳富（1920年—2010年12月26日），男，汉族，安徽和县人，中国经济管理学家、教育家，曾任中国技术经济研究会理事。

## 獲獎
- 2011年4月，身後獲中国管理科学学会所頒之管理科学奖（学术类）[4]。